# ChemChina
China National Chemical Corporation, cunoscută sub numele de ChemChina, este o companie chimică deținută de statul chinez în segmentele produselor de agrochimie, produse din cauciuc, materiale chimice și substanțe chimice de specialitate, echipamente industriale și prelucrare petrochimică. Începând cu anul 2018, se situează pe locul 167 printre companiile Fortune Global 500.

## Legături externe
- Site web oficial